# Blois
|  | Per a altres significats, vegeu «Blois (desambiguació)». |

Blois (francès) o Bles (occità) és una comuna francesa al departament de Loir i Cher i a la regió del Centre-Vall del Loira. L'any 2005 tenia 48.600 habitants. Situada vora el riu Loira, és un nucli industrial i turístic de la ruta dels castells del Loira. Entre els seus monuments destaca el castell, l'església gòtica de Saint-Louis, el pont sobre el Loira, diversos hotels renaixentistes i la basílica de Notre-Dame de la Trinité, construcció moderna (1949) de formigó, obra de Paul Rouvière.